# Dommartin (Somma)
Dommartin (pcd. Domartin) – miejscowość i gmina we Francji, w regionie Hauts-de-France, w departamencie Somma.
Według danych na rok 1990 gminę zamieszkiwało 380 osób, a gęstość zaludnienia wynosiła 58 osób/km² (wśród 2293 gmin Pikardii Dommartin plasuje się na 626. miejscu pod względem liczby ludności, natomiast pod względem powierzchni na miejscu 729.).